# Comté de Powder River
Le comté de Powder River est un des 56 comtés de l’État du Montana, aux États-Unis. En 2010, la population était de 1 743 habitants. Son siège est Broadus.

## Géolocalisation
|                                        | Comté de Custer            |                         |
| Comté de Big Horn Comté de Rosebud     | Comté de Powder River      | Comté de Carter         |
| Comté de Sheridan, Wyoming (sud-ouest) | Comté de Campbell, Wyoming | Comté de Crook, Wyoming |

## Principales villes
- Broadus